# Johann Friedrich Ahlfeld (médecin)
Cet article concerne le Dr Johann Friedrich Ahlfeld. Pour le théologien Johann Friedrich Ahlfeld, voir Johann Friedrich Ahlfeld (théologien).
Johann Friedrich Ahlfeld est, né le 16 octobre 1843 à Alsleben et mort le 25 mai 1929 à Marbourg, un gynécologue allemand connu pour l'introduction de la désinfection des mains à l'alcool dans les domaines de l'obstétrique et la chirurgie.

## Biographie
Johann Friedrich Ahlfeld fait ses études à Greifswald et à Leipzig, où il fut l'assistant de Carl Siegmund Franz Credé (en) (1819-1892). Il poursuit ses études à Vienne et à Tübingen et obtient son doctorat en médecine le 22 février 1868. En 1876, il devient professeur d'obstétrique à Leipzig et en 1881 il accepte une invitation à Giessen comme professeur d'obstétrique et de directeur de l'institution d'enseignement pour les sages-femmes. En 1883, il est appelé à l'université de Marbourg comme professeur d'obstétrique et directeur de l'école royale des sages-femmes. En 1894, il devient conseiller médical privé.
Il est destitué de ses fonctions officielles en 1909 et meurt à Marbourg en 1929.

## Méthode Ahlfeld
La méthode Ahlfeld consistait à se laver les mains à l'eau chaude et de se les rincer à l'alcool. Cette technique utilisée en obstétrique est obsolète.

## Travaux
- Über Zerreissung der Schamfuge während der Geburt Dissertation, Leipzig, J.J. Weber, 1868.
- Abwartende Methode oder Credéscher Handgriff, Leipzig, 1888.
- Lehrbuch der Geburtshilfe, 1898.
- Lehrbuch der Geburtsheilkunde, 1903.
- Ueber Entstehung der Stirn- und Gesichtslagen
- Die Ernährung des Säuglings an der Mutterbrust
- Die Missbildungen des Menschen, Leipzig, F.W. Grunow, 1880-1882.